# 德米特罗夫斯克
52°30′N 35°09′E / 52.500°N 35.150°E
德米特罗夫斯克（俄语：Дмитровск）是俄罗斯奧廖尔州的一个城市，位于奧廖尔西南100公里。2002年6,492人。
1711年建立，1782年設市。1929年至2005年稱德米特罗夫斯克-奧尔洛夫斯基（俄语：Дмитровск-Орловский），後改以現名。